# Print Mint
Print Mint était à l'origine un magasin qui vendait des posters psychedeliques mais qui devint par la suite un éditeur et distributeur de comics underground situé dans a baie de San Francisco durant les années 1960 et 1970. La société fut fondée par le poète Don Schenker et son épouse Alice. Ils furent par la suite rejoints par Bob et Peggy Rita.

## Histoire
Don et Alice Schenker fondent Print Mint comme un magasin qui vend des posters et des reproductions de tableaux à Berkeley en Californie en décembre 1965. Le premier comics édité par Schencker est une réimpression de Lenny of Laredo de Joel Beck publié par Print Mint en avril 1966.

### Posters
Print Mint ouvre bientôt une division de vente en gros et publie et distribue des posters. Les dancings The Avalon Ballroom et The Fillmore organisent régulièrement des concerts. Print Mint imprime plusieurs posters publicitaires pour ces évènements, dessinés par des artistes comme Stanley Mouse, Rick Griffin, Alton Kelley, Victor Moscoso. Ces posters sont ensuite proposés à l'achat et sont très demandés.

### Développement
En décembre 1966, Print Mint ouvre un second magasin dans le district de Haight Ashbury à San Francisco. En 1967 Print Mint se développe rapidement et de simple revendeur devient éditeur et distributeur qui délivre ses produits à travers tous les États-Unis.
À partir de 1968, mais s'imposant vraiment en  1969, l'édition et la distribution de comics underground devient la principale occupation de Print Mint. Don et Alice Schenker font de leurs employés Bob et Peggy Rita leurs partenaires pour gérer la société en pleine expansion. Don s'occupe de l'organisation et de l'édition des comics en collaboration avec les auteurs alors que Bob et Peggy Rita et Alice s'occupent de la distribution et des opérations quotidiennes. Alice est aussi responsable du magasin de Berkeley.
Le premier comix publié par Print Mint est le magazine Yellow Dog édité par Don Schencker. Ils rééditent aussi Feds 'n' Heads de Gilbert Shelton précédemment auto-édité. Par la suite Print Mint édite des auteurs aussi importants que Robert Crumb, Trina Robbins, Rick Griffin, S. Clay Wilson, Victor Moscoso, Gilbert Shelton, Spain Rodriguez et Robert Williams. Parmi les titres publiés se trouvent Zap Comix, Junkwaffel, Bijou Funnies et Moondog. Ils publient aussi le premier comics écologiste The Dying Dolphin de Jim Evans avec des contributions de Ron Cobb et Rick Griffin.
En tant que premier éditeur de comix, Print Mint a joué un rôle essentiel dans le développement de cette forme artistique. Cependant ceci amène à des choix éditoriaux que certains auteurs n'acceptent pas. Gilbert Shelton et Frank Stack refusent de traiter avec Print Mint à partir du début de l'année 1969 et partent fonder leur propre maison d'édition nommée Rip Off Press.
Print Mint innove en 1975 en éditant Arcade: The Comix Revue édité par Art Spiegelman et Bill Griffith et dont les couvertures sont le plus souvent de Robert Crumb.

### Problèmes judiciaires
En 1969, le quatrième numéro de Zap Comix est dans le viseur de la police et de la justice. Des vendeurs sont poursuivis pour avoir vendu du contenu obscène et les Schenker sont arrêtés pour avoir édité de la pornographie. Les poursuites sont levées quelque temps plus tard

### Dernières années
En 1975, le partenariat avec les Rita devient difficile. La société est divisée en deux : les Schenker gardent le magasin et les Rita la vente en gros et l'édition. Print Mint cesse l'édition de comics en 1978, mais le magasin de poster continue. En 1985 les Schenker vendent le magasin.

## Titres publiés
- All Girl Thrills (1971)  de Trina Robbins, Barbara Mendes et Julie Wood
- American Flyer Funnies 1 (février 1972)
- Arcade (7 numéros en 1975–1976) ; magazine créé et édité par Art Spiegelman et Bill Griffith.
- Bijou Funnies #2-4 (1969–1970) — anthologie avec des bandes dessinées de Jay Lynch, Art Spiegelman, Gilbert Shelton et Skip Williamson
- The Captain (1972) — Hak Vogrin et Jean Einback Vogrin
- Captain Guts (3 numéros, 1969–1971) — Larry Welz
- The Collected Cheech Wizard (1972) — Vaughn Bode
- Coochy Cooty Men's Comics (Dec. 1970) de Robert Williams
- Despair (1969) de Robert Crumb
- Deviant Slice Funnies (2 numéros, 1972–1973) de Tom Veitch et Greg Irons
- The Dying Dolphin (1970) — Jim Evans
- El Perfecto (1973) — Timothy Leary
- Feds 'n' Heads (1968) — réimpression d u comics autoédité de Gilbert Shelton
- Girl Fight Comics (2 numéros, 1972–1974) — Trina Robbins
- Guano Comix 4 (1973) — anthologie
- Heavy Tragi-Comics (1970) de Greg Irons
- Hit the Road (1972) de Pat Ryan and Russ Rosander
- Human Drama (1978) — anthologie
- Insect Fear (3 numéros, 1970–1973)
- Junkwaffel (4 numéros, 1971-1972) — Vaughn Bodē
- Kukawy Comics (Décembre 1969) de John Thompson
- Lemme Outa Here (Octobre. 1978) anthologie
- Lenny of Laredo (Avril 1966) — Joel Beck
- Light Comitragies (Juin 1971)  Greg Irons
- Manhunt #1 (Juillet 1973) ;anthologie féministe
- Mean Bitch Thrills (1971) — Spain Rodriguez
- Meef Comix (2 numéros, 1973–1974) — Fred Schrier
- Moondog (1970–1973) — George Metzger
- Occult Laff Parade (1973) — anthologie
- Real Pulp (2 numéros, 1971–1973) — anthologie
- San Francisco Comic Book (2-4, 1970–1973) — anthologie
- Show + Tell Comics (Octobre 1973) — Justin Green
- Spiffy Stories (1969) — anthologie
- Tales of Toad (2 numéros, 1970–1971) — Bill Griffith
- Truckin' (2 numéros, 1972–1974) — George Metzger
- Tales from the Tube (1972) — Robert Crumb, Rick Griffin, Harold Ward, Robert Williams et S. Clay Wilson
- Tuff Shit Comics (Mars 1972) — anthologie
- Uneeda Comics (1970) — Robert Crumb
- Vaughn Bode's The Man (1972) de Vaughn Bodé
- Yellow Dog (22 numéros, 1968–1973) — anthologie
- Young Lust (2 numéros, 1971 et 1974) — anthologie
- Zam (Zap Jam) (1974) — Robert Crumb, Rick Griffin, Victor Moscoso, Robert Williams, S. Clay Wilson
- Zap Comix (numéros #3–9, 1968–1978) — anthologie éditée par Robert Crumb